# Dachengqiao
Le Dachengqiao est un bourg rural de Ningxiang, dans le Hunan, en Chine. Il est entouré par le bourg de Shuangfupu à l'ouest, les bourgs de Meitanba et Yujia'ao au nord, le bourg de Huilongpu à l'est et les bourgs de Zifu et Batang au sud. En date du recensement de 2000, il comptait 31,355 habitants et une superficie de 58 km2.

## Administration territoriale
Le bourg est divisé en 7 villages et 2 communautés: Dachengqiao (大成桥社区), Chenggongtang (成功塘区), Yuhe (玉河村), Yuxin (玉新村), Erquan (二泉村), Meiming (梅鸣村), Qingquan (清泉村), Queshan (鹊山村) and Yongsheng (永盛村).

## Géographie
La rivière Wei est connue sous le nom de "rivière Mère", un affluent de la rivière Xiang, qui traverse le bourg.

## Économie
La pastèque est importante pour l'économie.